# McDonough Nunataks
I McDonough Nunataks sono un piccolo gruppo di nunatak (picchi rocciosi isolati) che si innalzano al di sopra dell'altopiano ghiacciato situato 9 km a ovest del Monte Rosenwald, sul bordo meridionale dei Monti della Regina Maud,  in Antartide.
La denominazione è stata assegnata dall'Advisory Committee on Antarctic Names (US-ACAN) in onore del fisico John W. McDonough dell'United States Antarctic Research Program che aveva condotto studi sulla ionosfera dalla Base Amundsen-Scott nel 1962.